# 若桜駅
若桜駅（わかさえき）は、鳥取県八頭郡若桜町若桜字蓮教寺下モにある、若桜鉄道若桜線の駅で同線の終着駅である。若桜鉄道の本社・車庫を併設している。鳥取県最東端かつ中国地方最東端の駅である。

## 歴史

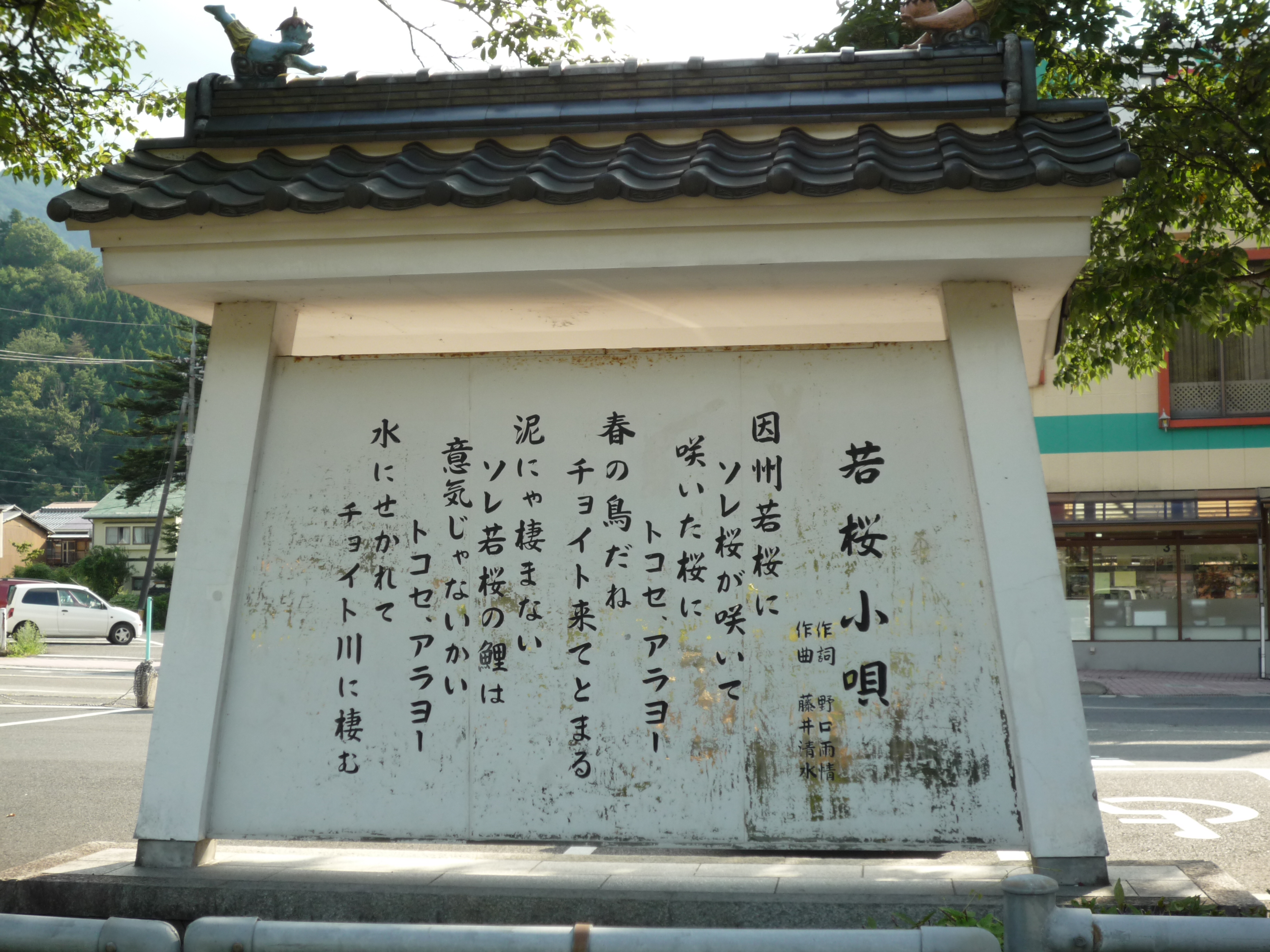
駅前にある、若桜線開業を記念して野口雨情が作詞した「若桜小唄」の歌碑

- 1930年[4]（昭和5年）12月1日：国有鉄道若桜線が隼駅から延伸し全線開通[5]。若桜線の終着駅として開業[1][2]。旅客・貨物の取扱を開始[1]。
- 1974年（昭和49年）10月1日：貨物取扱を廃止[1]。
- 1984年（昭和59年）2月1日：荷物扱い廃止[1]。
- 1987年（昭和62年）
  - 4月1日：国鉄分割民営化により、西日本旅客鉄道（JR西日本）の駅となる[1]。
  - 10月14日：若桜線の第三セクター化により、若桜鉄道の駅となる[1][3][4][5]。
- 2008年（平成20年）7月23日：国の登録有形文化財に登録される[4]。
- 2015年（平成27年）4月11日：蒸気機関車（SL）C12の試験走行を当駅 - 八東駅間で実施[4][6][7]。
- 2020年（令和2年）1月16日：台湾新竹県横山郷にある台湾鉄路管理局内湾線の内湾駅と姉妹協定締結[8][9]。

## 駅構造

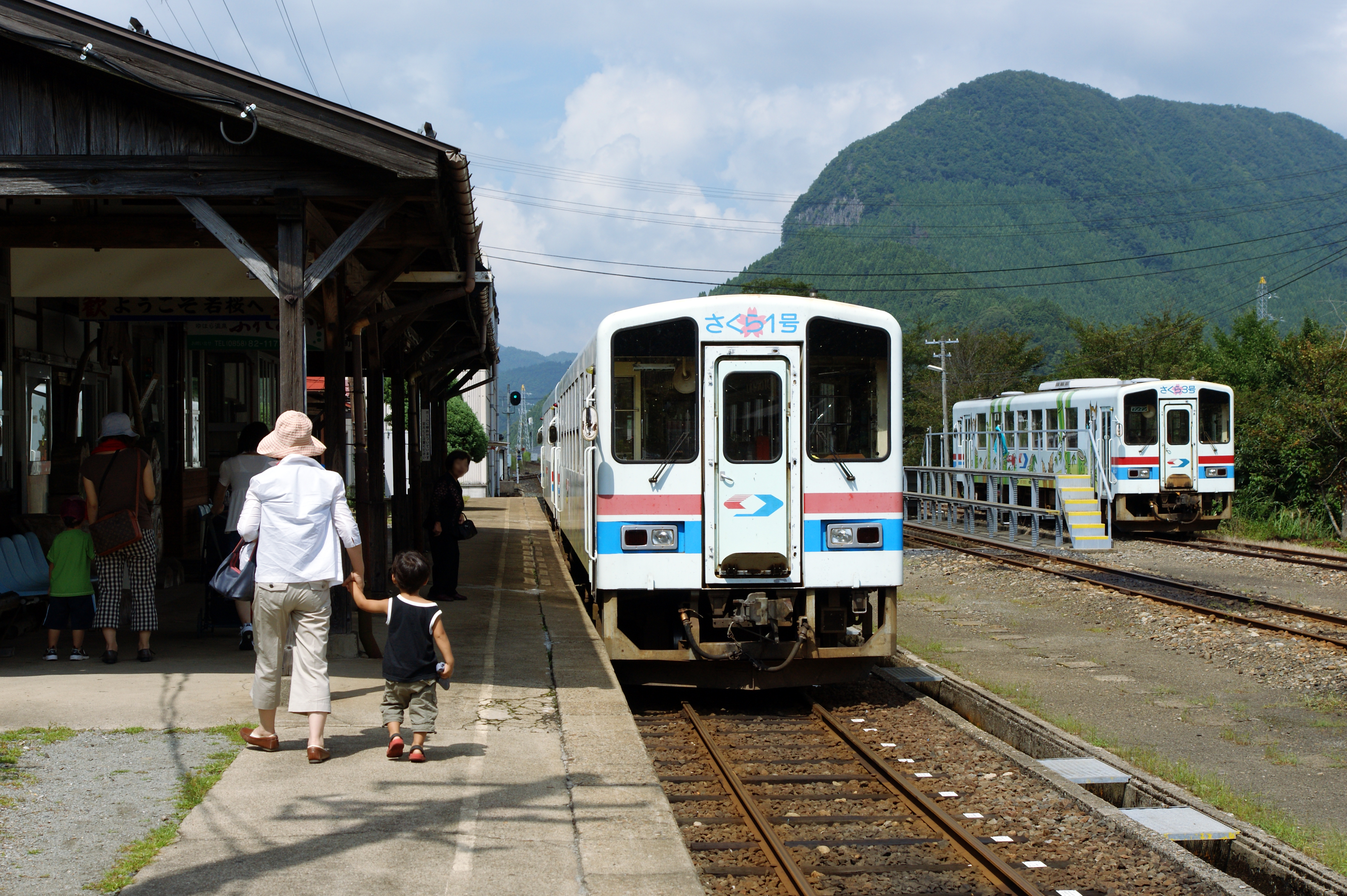
構内（2008年9月）

単式ホーム1面1線を有する地上駅である。側線も敷設され、夜間滞泊がある。木造の駅舎内には、若桜鉄道の本社が置かれているほかにカフェ「わかさカフェ retro（レトロ）」を併設している。唯一の社員配置駅で、窓口で乗車券（硬券）やグッズなどを発行・販売している。
構内にはかつて使用されていた蒸気機関車 (SL) を運行するための設備がいくつか残っており、個人が転車台の修復を行ったことをきっかけに「若桜駅SL保存会」が結成された。2007年（平成19年）8月8日に蒸気機関車C12 167を兵庫県多可郡多可町より譲り受け、若桜鉄道によりレストアされ空気駆動に改造された（2016年に期間限定で車体をピンクに塗装）。機関車の見学などで構内に入るには、入構券（大人300円・小人無料）が必要。また、4月から12月の主に第2第4日曜日にSLの展示運転（走行に際しては石炭と水ではなく圧縮空気を用いている）が行われ、転車台回転体験、トロッコ乗車体験、汽笛体験が行われている。
2008年（平成20年）に若桜鉄道若桜線の歴史的施設が一括して国の登録有形文化財に登録された（若桜駅、丹比駅、八東駅、安部駅、隼駅、因幡船岡駅の施設）。日本全国で初めての例である。

### 若桜駅の登録有形文化財一覧

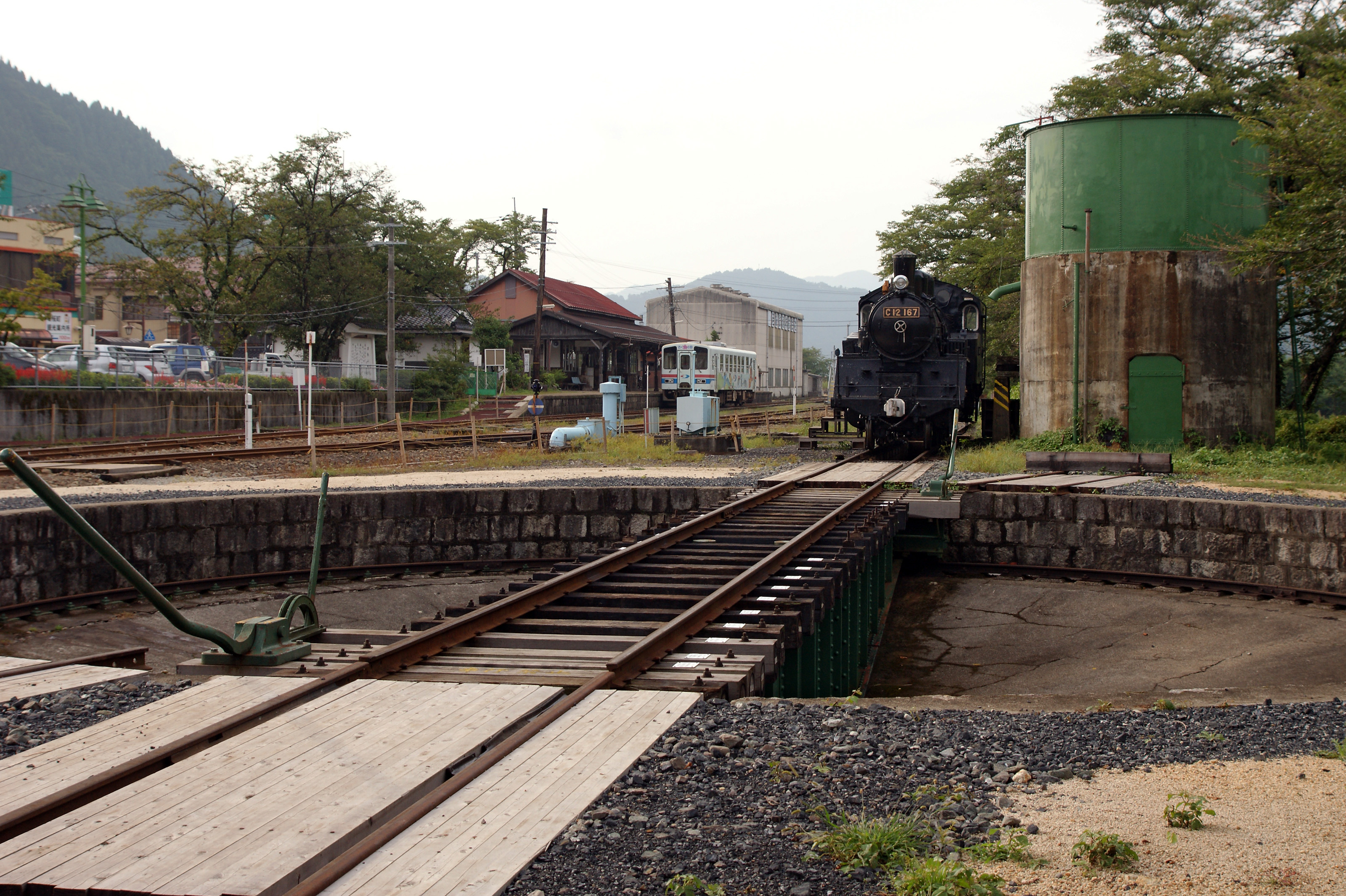
SLの転車台と給水塔
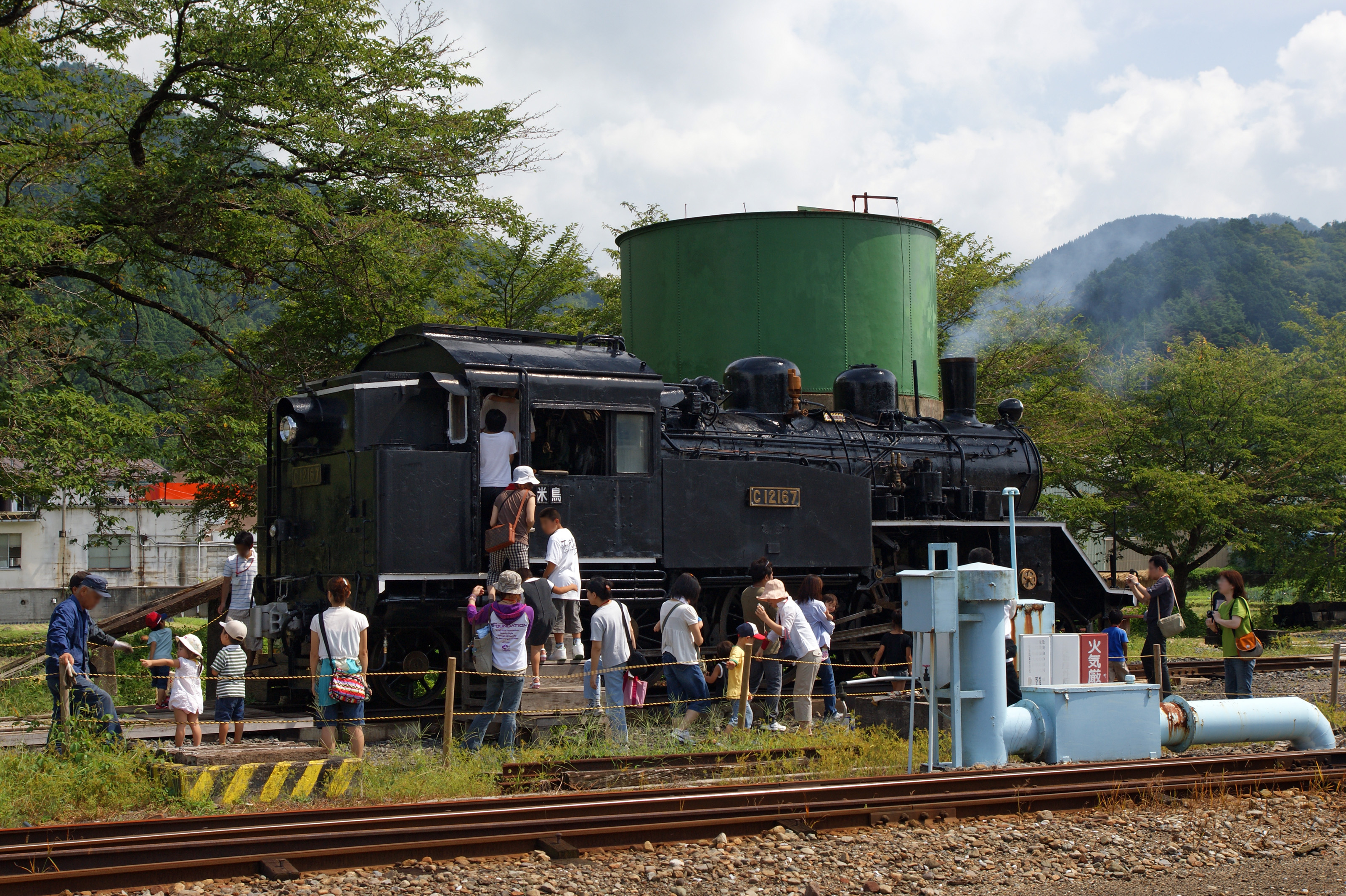
C12 167

- 駅本屋およびプラットホーム[14]
- 物置および灯室[3][15]
- 旧西転轍手箱番所[16]
- 旧東転轍手箱番所[17]
- 諸車庫[18]
- 機関車転車台[19] - 手動で転車台を回転させる方式となっている[3][20]。
- 給水塔[3][21] - 鉄製の給水塔で日本国内に現存する3基の一つである（2021年時点）[22]。
- 流雪溝[3][23]

- SLの転車台と給水塔
- C12 167

## 利用状況
1日の平均乗降人員は以下の通りである。
| 乗降人員推移 | 乗降人員推移 |
| 年度         | 1日平均人数  |
| ------------ | ------------ |
| 2011年       | 338          |
| 2012年       | 274          |
| 2013年       | 341          |
| 2014年       | 284          |
| 2015年       | 276          |
| 2016年       | 266          |
| 2017年       | 248          |
| 2018年       | 249          |

## 駅周辺

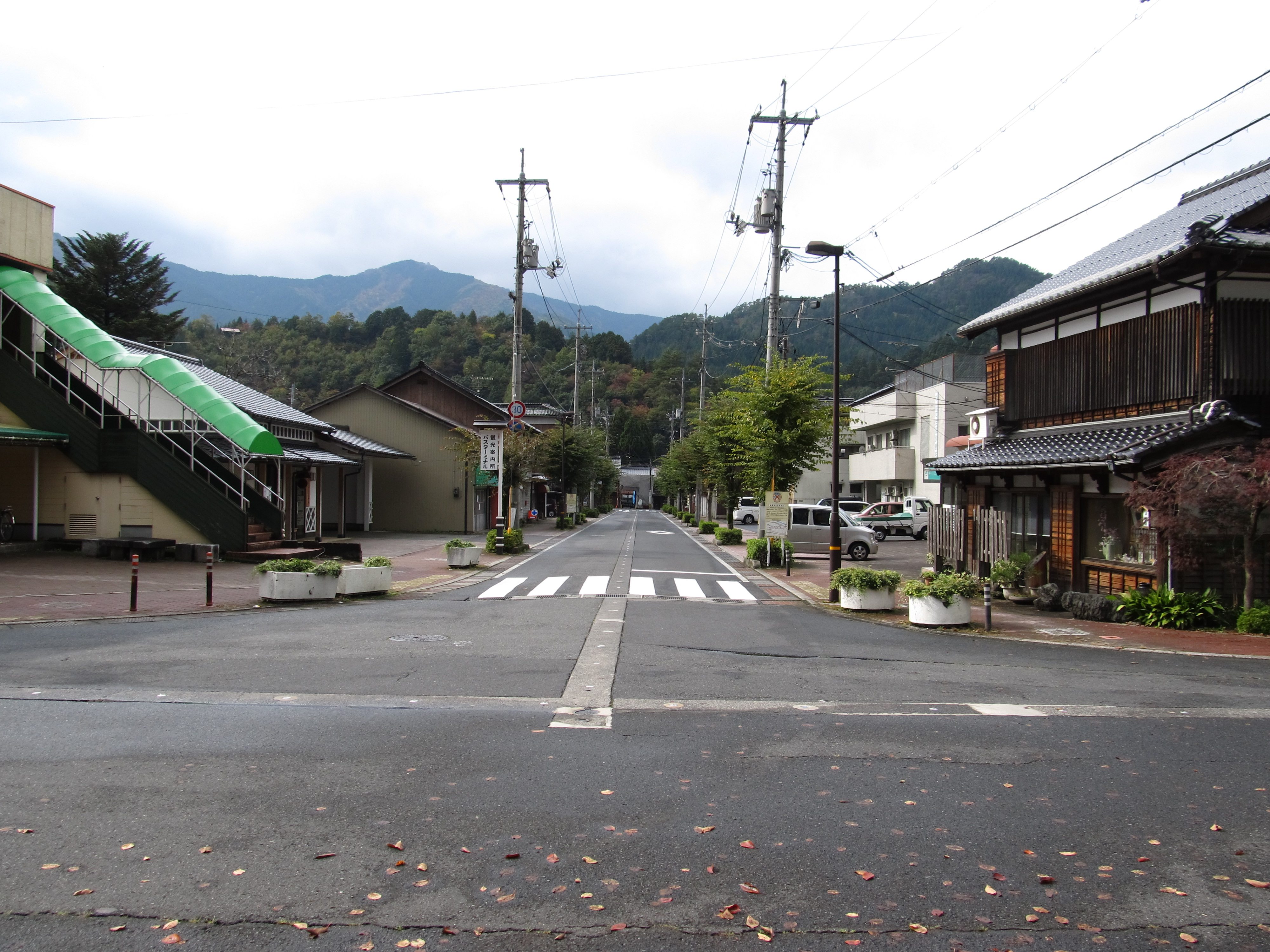
鳥取県道176号若桜停車場線

- 若桜神社
- 若桜町観光案内所
- 道の駅若桜
- 若桜町役場
- 郡家警察署若桜駐在所
- 八東川
- 国道29号
- 国道482号
- 鳥取県道103号若桜湯村温泉線
- 鳥取県道176号若桜停車場線

## バスのりば
若桜町営バスターミナル
バスのりばは駅から約20メートル。
- 町営バス（定期運行）[25]
  - 落折・吉川線
  - つく米線
  - 諸鹿線  令和5年3月31日で廃止。

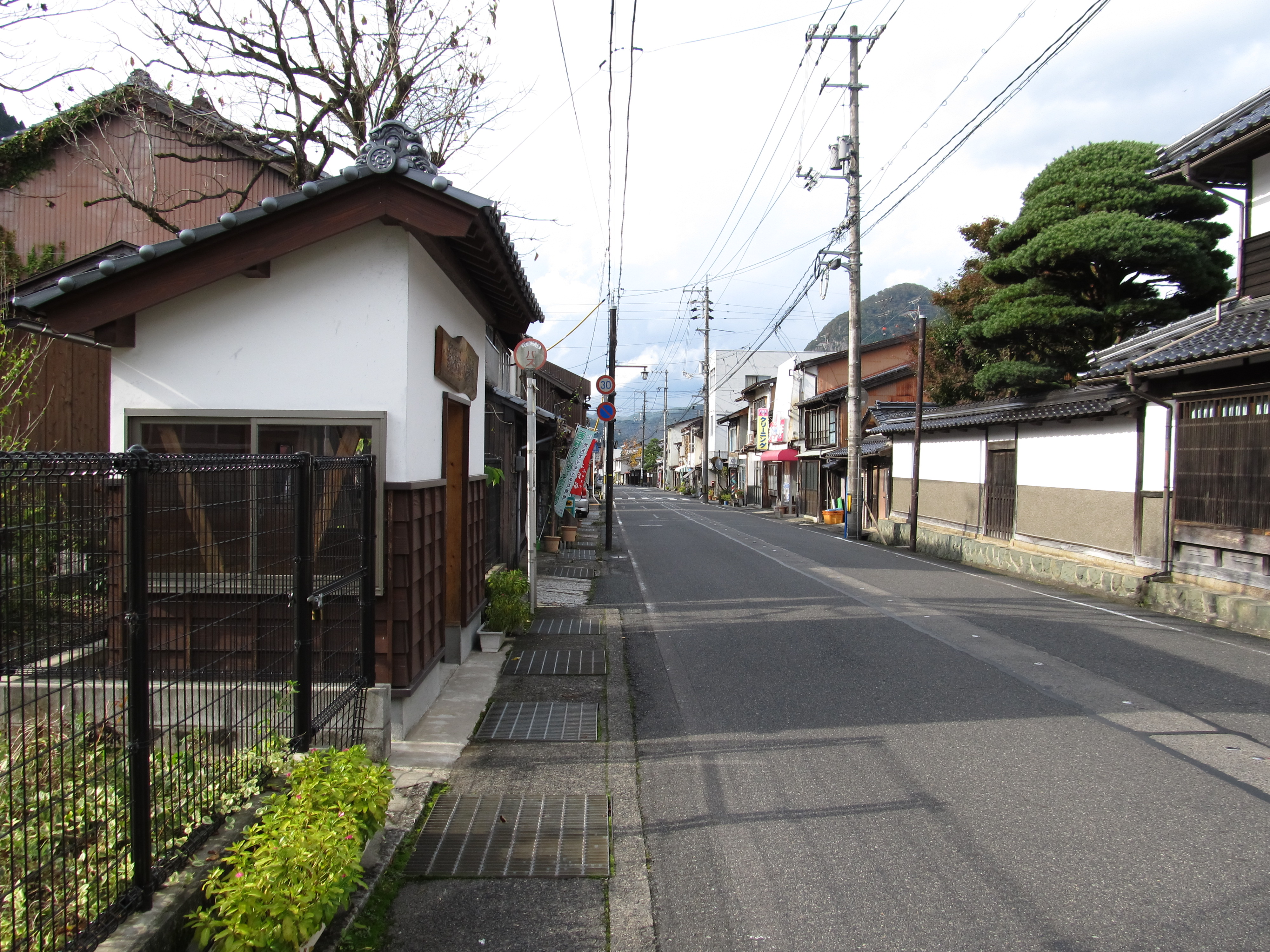
鳥取県道103号上にある若桜駅前バス停

- 町営バス（デマンド運行）[25] - ゆいまぁる（公共交通空白地有償運送）
  - 諸鹿（）、落折、各方面

若桜駅前バス停
バスのりばは駅から少し離れた鳥取県道・兵庫県道103号若桜湯村温泉線または鳥取県道176号若桜停車場線上にある。
- 日本交通[26]
  - 77L 八頭若桜線 - 丹比駅前・安井・郡家駅前・鳥取駅方面
  - 70 八頭若桜線（市立病院経由）、77 八頭若桜線 - 若桜車庫方面

## 隣の駅
若桜鉄道
■若桜線
丹比駅 - 若桜駅